# Pedro Arispe
Pedro Arispe (ur. 30 września 1900 w Montevideo, zm. 4 maja 1960 tamże) – piłkarz urugwajski noszący przydomek El Indio, obrońca.
Jako piłkarz klubu Rampla Juniors wziął udział w Igrzyskach Olimpijskich w 1924 roku, gdzie Urugwaj zdobył złoty medal. Arispe zagrał w czterech meczach – z USA, Francją, Holandią i w finale ze Szwajcarią.
Jesienią tego samego roku wziął udział w turnieju Copa América 1924, gdzie Urugwaj zdobył mistrzostwo Ameryki Południowej. Arispe zagrał we wszystkich trzech meczach – z Chile, Paragwajem i Argentyną.
Nadal będąc piłkarzem Rampla Juniors wziął udział w Igrzyskach Olimpijskich w 1928 roku, gdzie Urugwaj ponownie zdobył złoty medal. Arispe zagrał we wszystkich pięciu meczach – z Holandią, Niemcami, Włochami i w obu finałowych spotkaniach z Argentyną.
Wciąż jako gracz Rampla Juniors wziął udział w turnieju Copa América 1929, gdzie Urugwaj zajął dopiero trzecie miejsce. Arispe zagrał we wszystkich trzech meczach – z Paragwajem, Peru i Argentyną.
W pierwszej lidze urugwajskiej Arispe rozegrał w latach 1919-1937 (17 sezonów) 300 meczów – wszystkie jako piłkarz Rampla Juniors, z którym w 1927 zdobył mistrzostwo Urugwaju, a w 1923, 1928 i 1932 wicemistrzostwo Urugwaju. Grał także klubach Belgrano Oriental, Reformers Montevideo i Albion del Cerro.
Od 29 maja 1924 roku do 17 listopada 1929 roku Arispe rozegrał w reprezentacji Urugwaju 19 meczów, w których nie zdobył żadnej bramki.
Był asystentem trenera reprezentacji Urugwaju Alberto Suppiciego podczas finałów pierwszych mistrzostw świata w 1930 roku, gdzie Urugwaj zdobył tytuł mistrza świata.